# Liga de balonmano de los Países Bajos
La NHV Eredivisie es la primera división de balonmano de los Países Bajos. Fue fundada en 1954.

## Palmarés
- 1954 : HV Aalsmeer
- 1955 : PSV Handbal
- 1956 : Olympia Hengelo
- 1957 : Olympia Hengelo (2)
- 1958 : Olympia Hengelo (3)
- 1959 : DES Eindhoven
- 1960 : NILOC Amsterdam
- 1961 : NILOC Amsterdam (2)
- 1962 : Operatie '55
- 1963 : Operatie '55 (2)
- 1964 : Operatie '55 (3)
- 1965 : Operatie '55 (4)
- 1966 : HV Sittardia
- 1967 : ESCA Arnhem
- 1968 : HV Sittardia (2)
- 1969 : HV Sittardia (3)
- 1970 : HV Sittardia (4)
- 1971 : HV Sittardia (5)
- 1972 : HV Sittardia (6)
- 1973 : HV Sittardia (7)
- 1974 : HV Sittardia (8)
- 1975 : HV Sittardia (9)
- 1976 : HV Sittardia (10)
- 1977 : HV Sittardia (11)
- 1978 : Hermes Den Haag
- 1979 : Sittardia (12)
- 1980 : Blauw-Wit Neerbeek
- 1981 : Blauw-Wit Neerbeek (2)
- 1982 : Vlug en Lenig
- 1983 : Vlug en Lenig (2)
- 1984 : Vlug en Lenig (3)
- 1985 : HV Aalsmeer (2)
- 1986 : Vlug en Lenig (4)
- 1987 : Sittardia (13)
- 1988 : Blauw-Wit Neerbeek (3)
- 1989 : E&O Emmen
- 1990 : HV Sittardia (14)
- 1991 : E&O Emmen (2)
- 1992 : E&O Emmen(3)
- 1993 : HV Sittardia (15)
- 1994 : HV Sittardia (16)
- 1995 : HV Aalsmeer (3)
- 1996 : E&O Emmen (4)
- 1997 : HV Sittardia (17)
- 1998 : E&O Emmen (5)
- 1999 : HV Sittardia (18)
- 2000 : HV Aalsmeer (4)
- 2001 : HV Aalsmeer (5)
- 2002 : Vlug en Lenig (5)
- 2003 : HV Aalsmeer (6)
- 2004 : HV Aalsmeer (7)
- 2005 : HV KRAS/Volendam
- 2006 : HV KRAS/Volendam (2)
- 2007 : HV KRAS/Volendam (3)
- 2008 : Hellas Den Haag
- 2009 : HV Aalsmeer (8)
- 2010 : HV KRAS/Volendam (4)
- 2011 : HV KRAS/Volendam (5)
- 2012 : HV KRAS/Volendam (6)
- 2013 : HV KRAS/Volendam (7)
- 2014 : Targos Bevo HC
- 2015 : OCI-LIONS
- 2016 : OCI-LIONS (2)
- 2017 : OCI-LIONS (3)
- 2018 : HV Aalsmeer (9)
- 2019 : HV Aalsmeer (10)

## Palmarés por equipo
|     | Club               | Títulos | Años |
| --- | ------------------ | ------- | --- |
| 1.  | Sittardia          | 18      | 1966, 1968, 1969, 1970, 1971, 1972, 1973, 1974, 1975, 1976, 1977, 1979, 1987, 1990, 1993, 1994, 1997, 1999 |
| 2.  | HV Aalsmeer        | 10      | 1954, 1985, 1995, 2000, 2001, 2003, 2004, 2009, 2018, 2019                                                 |
| 3.  | HV KRAS/Volendam   | 7       | 2005, 2006, 2007, 2010, 2011, 2012, 2013                                                                   |
| 4.  | E&O Emmen          | 5       | 1989, 1991, 1992, 1996, 1998                                                                               |
|     | Vlug en Lenig      | 5       | 1982, 1983, 1984, 1986, 2002                                                                               |
| 6.  | Operatie '55       | 4       | 1962, 1963, 1964, 1965                                                                                     |
| 7.  | Olympia Hengelo    | 3       | 1956, 1957, 1958                                                                                           |
|     | Blauw-Wit Neerbeek | 3       | 1980, 1981, 1988                                                                                           |
|     | Limburg Lions      | 3       | 2015, 2016, 2017                                                                                           |
| 10. | NILOC Amsterdam    | 2       | 1960, 1961                                                                                                 |
| 11. | PSV Handbal        | 1       | 1955 |
|     | DES Eindhoven      | 1       | 1959 |
|     | ESCA Arnhem        | 1       | 1967 |
|     | Hermes Den Haag    | 1       | 1978 |
|     | Hellas Den Haag    | 1       | 2008 |
|     | Targos Bevo HC     | 1       | 2014 |